# الدم الأول (فلم)
الدم الأول أو رامبو (بالإنجليزية: First Blood) هو فيلم أميركي من إنتاج عام 1982، من بطولة سيلفستر ستالون وهو الفيلم الأول من سلسلة جون رامبو.
يحكي الفيلم يحكي قصة المجند (رامبو) الذي عاد إلى بلاده بعد حرب فيتنام ليجد الرفض من المجتمع فيقرر الانتقام والثأر لكل من قلل من ولاء الجنود الأمريكيين الذين شاركوا في الحرب.

## القصة
جون رامبو (سيلفستر ستالون) هو عضو سابق في صفوف نخبة جيش الولايات المتحدة - وحدة القوات الخاصة، وحصل على وسام الشرف لخدمته في حرب فيتنام. الفيلم يبدأ بعد الحرب، في أمريكا. رامبو يبحث عن صديقه، وسرعان ما علم أنه قد مات من مرض السرطان. يقرر جون رامبو العودة، لكن قبل ذلك يتعرض للإهانة والسجن بسبب عصيانه لأوامر الشريف (الذي طرده بداية من المدينة) التي لا ترحب بجنود الحرب.ى ى

## وصلات خارجية
- مقالات تستعمل روابط فنية بلا صلة مع ويكي بيانات
- الدم الأول على موقع أول موفي.
- Scott Hardy's - First Blood Filming Locations